# Хайден (Мюнстерланд)
Хайден (нем. Heiden) — община в Германии, в земле Северный Рейн-Вестфалия.
Подчиняется административному округу Мюнстер. Входит в состав района Боркен. Население составляет 8080 человек (на 31 декабря 2010 года). Занимает площадь 53,39 км².
Коммуна подразделяется на 3 сельских округа.